# 博济桥街道
博济桥街道，是中华人民共和国山東省聊城市阳谷县下辖的一个乡镇级行政单位。

## 行政区划
博济桥街道下辖以下地区：
金谷社区、谷南社区、博济社区、京九社区、后李村、魏海村、西海村、段庄村、前席村、南三里村、马庙村、费楼村、赵庙村、东国村、东齐坊村、石楼村、前李村、毛桃董村、魏楼村、李楼村、王保玉村、官路唐村、商坑村、东石门宋村、前金海村、后金海村、鲁坊村、华佗庙村、郑庄村、苏楼村、许庄村、龙虎寨村、岳海一村、西西石门宋村和谭庄村。

## 交通
- 京九铁路：阳谷站